# ビントン郡 (オハイオ州)
ビントン郡（英: Vinton County）は、アメリカ合衆国オハイオ州の南部に位置する郡である。2010年国勢調査での人口は13,435人であり、2000年の12,806人から4.9%増加した。人口では州内最少の郡である。郡庁所在地はマッカーサー村（人口1,701人）であり、同郡で人口最大の村でもある。郡名は19世紀のオハイオ州選出アメリカ合衆国下院議員サミュエル・フィンリー・ビントンに因んで名付けられた。

## 地理
アメリカ合衆国国勢調査局に拠れば、郡域全面積は414.98平方マイル (1,074.8 km2)であり、このうち陸地412.36平方マイル (1,068.0 km2)、水域は2.62平方マイル (6.8 km2)で水域率は0.63%である。

### 水路
郡域の大半はラクーン・クリークの流域にある。その西にはソルト・クリークの流域がある。

## 公有地
郡内には公有地が多い。郡中央部にはウェイン国立の森がある。ザレスキ、ターホロー、リッチランドファーネスの3つの州有林の一部が郡内に入っている。州立公園はホープ湖とアルマ湖の2つがある。州立野生生物保護地域としては、ウェルストン、ターキーリッジ、さらに広さ16,000エーカー (65 km2) のラクーン生態系管理地域がある。

### 隣接する郡
- ホッキング郡 - 北
- アセンズ郡 - 北東
- メグズ郡 - 東
- ガリア郡 - 南東
- ジャクソン郡 - 南
- ロス郡 - 西

## 人口動態
以下は2000年国勢調査による人口統計データである。
| 基礎データ - 人口: 12,806人 - 世帯数: 4,892 世帯 - 家族数: 3,551 家族 - 人口密度: 12人/km2（31人/mi2） - 住居数: 5,653軒 - 住居密度: 5軒/km2（14軒/mi2） 人種別人口構成 - 白人: 98.08% - アフリカン・アメリカン: 0.35% - ネイティブ・アメリカン: 0.45% - アジア人: 0.09% - その他の人種: 0.08% - 混血: 0.95% - ヒスパニック・ラテン系: 0.47% 年齢別人口構成 - 18歳未満: 26.9% - 18-24歳: 8.8% - 25-44歳: 29.0% - 45-64歳: 23.1% - 65歳以上: 12.1% - 年齢の中央値: 36歳 - 性比（女性100人あたり男性の人口） - 総人口: 99.1 - 18歳以上: 95.5 | 世帯と家族（対世帯数） - 18歳未満の子供がいる: 34.0% - 結婚・同居している夫婦: 57.2% - 未婚・離婚・死別女性が世帯主: 10.2% - 非家族世帯: 27.4% - 単身世帯: 23.6% - 65歳以上の老人1人暮らし: 9.4% - 平均構成人数 - 世帯: 2.59人 - 家族: 3.04人 収入と家計 - 収入の中央値 - 世帯: 29,465米ドル - 家族: 34,371米ドル - 性別 - 男性: 30,936米ドル - 女性: 21,257米ドル - 人口1人あたり収入: 13,731米ドル - 貧困線以下 - 対人口: 20.0% - 対家族数: 15.1% - 18歳未満: 27.6% - 65歳以上: 13.5% |

## 郡区

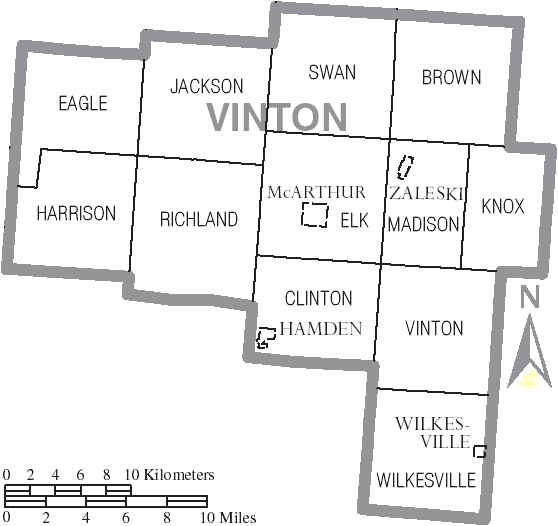
ビントン郡図

ビントン郡は下記12の郡区に分割されている。
| - ブラウン - クリントン - イーグル - エルク | - ハリソン - ジャクソン - ノックス - マディソン | - リッチランド - スワン - ビントン - ウィルクスビル |

### 村
| - ハムデン - マッカーサー - 郡庁所在地 | - ウィルクスビル - ザレスキ |

### 未編入の町
- クレオラ
- ニュープリマス
- レイ

### 廃村
- インガム
- ムーンビル
- オアトン

## 教育
スワン郡区の小地域を除いて郡全体の教育をビントン郡ローカル教育学区が管轄しており、ビントン郡高校がある。